# Сланцевый Рудник (Ульяновский район)
Сла́нцевый Рудни́к — посёлок в Ульяновском районе Ульяновской области. Входит в состав Ишеевского городского поселения. Население — около 150 жителей.

## География
Расстояние от районного центра 6 км, до областного центра — 20 км . Престижный коттеджно-дачный посёлок и популярное место отдыха, одно из красивейших мест области.

## История
В 1918 году по указанию властей в Симбирск была снаряжена экспедиция под руководством геолога Бутова. Было обнаружено месторождение горючего сланца на глубинах от 3 до 300 метров, простирающееся по правому берегу по всему району вплоть до Свияги. В конце 20-х — начале 30-х годов были открыты 2 рудника — Захарьевский и Ундоровский, где началась добыча сланца.
До образования рудников селение, носящее название Сланцевый, носило название Захарьевский. Была построена узкоколейная железная дорога до Ульяновска (достоверных сведений о ней нет). В 1937—1938 годах добычу сланца на рудниках свернули: горючий сланец местных залежей не мог конкурировать с Сызранским ввиду меньшей энергоёмкости. 
В 1942 году ввиду захвата района Донбасса фашистскими захватчиками рудники снова были расконсервированы — страна нуждалась в дешёвом топливе. Для работы в забоях были использованы вывезенные со Шпицбергена шахтёры, ссыльные эстонцы и местное население. Несмотря на устойчивую добычу через год (под вопросом) рудники были окончательно закрыты, а входы в штольни — взорваны. Штольни выходили на берег Волги, вручную, вагонетками сланец доставлялся из штолен на берег, где потом складировался и грузился в баржи. Механизация добычи сланца была слабой. Во время войны использовался труд детей. На левом берегу залива (волчьего оврага), имеется неровность в виде ложбины. Это следствие обвала штольни. На берегу, перед обрывом, Волги в 70-х годах можно было наблюдать вентиляционные выходы шахт.
В послевоенное время посёлок приобретает значение рекреационной зоны: были построены несколько баз отдыха, пионерский лагерь. До 80-х годов автомобильное сообщение было плохим (имелась грунтовая дорога через танковый полигон и лес), зимой практически отсутствовало.
Летом было организовано регулярное сообщение по Волге. Пристань Захарьевский рудник была промежуточной по маршруту: Ульяновск — Поливно — Захарьевский Рудник — Ундоры. По маршруту ходили теплоходы «ОМ», «МО» иногда пассажирская баржа на буксире. Расписание: в будни 1—2 раза в день, в выходные 2—3 раза в день. Также имелись случаи причаливания Метеоров.

## Население
| 2010 |
| ---- |
| 22   |

## Палеонтология
- Близ посёлка Захарьевский Рудник в нижнемеловых отложениях готеривского яруса зоны обнаружены аммониты Speetoniceras versicolor, а также остатки динозавра-зауропода семейства Brachiosauridae[3], описанного в 2018 году как новый вид — Volgatitan simbirskiensis[4]
- Посёлок входит в геопарк «Ундория»

## Интересные факты
- Около шести километров к северу от пристани Сланцевого Рудника в прошлом находился один из старейших монастырей епархии – Симбирская Соловецкая мужская Пустынь (иногда называемая Симбирских гор Соловецкая Пустынь).[5][6][7] В 1909 году Антоний (Флоренсов), при поддержке П. А. Флоренского, был возрождён древний монастырь — Симбирскую Соловецкую Пустынь[8][9]. На 1913 год в Соловецкой Пустыни в 1 дворе жило 5 человек, имелась церковь[10][11][12][13][14][15][16]. Закрыт в 1922 году. После этого на месте пустыни располагался детский лагерь для детей репрессированных. До 1940 года на месте пустыни располагался дом лесника. В советское время располагался детский лагерь завода "Утёс", который впоследствии был закрыт. Ныне на этом месте расположен рыбацкий стан[17][18].